# Krasnenke, Krîve Ozero
Krasnenke (în ucraineană Красненьке) este o comună în raionul Krîve Ozero, regiunea Mîkolaiiv, Ucraina, formată numai din satul de reședință.

## Demografie
Componența lingvistică a comunei Krasnenke
     Ucraineană (97,9%)
     Alte limbi (1,5%)
Conform recensământului din 2001, majoritatea populației comunei Krasnenke era vorbitoare de ucraineană (97,9%), existând în minoritate și vorbitori de alte limbi.